# Cinquième métacarpien
Le cinquième métacarpien est est un os long du métacarpe situé à l'arrière de l'auriculaire. Il est relié à l'hamatum du carpe au niveau de la cinquième articulation carpo-métacarpienne et à la phalange proximale du majeur au niveau de la cinquième articulation métacarpo-phalangienne.

## Description
Le cinquième métacarpien est plus court que le quatrième métacarpien.

### Base
Sa face supérieure présente une surface articulaire concavo-convexe qui s'articule avec l'hamatum.
Sa face radiale présente une facette articulaire qui s'articule avec le quatrième métacarpien.
Sa face ulnaire présente un tubercule pour l'insertion du muscle extenseur ulnaire du carpe.

### Corps
La surface dorsale du corps est divisée par une crête oblique, qui s'étend du côté ulnaire de la base jusqu'au côté radial de la tête. Sur la partie latérale s'insère le quatrième muscle interosseux dorsal de la main, la partie médiale est lisse, triangulaire et couverte par les tendons extenseurs du petit doigt.
La surface palmaire est divisée de la même manière : la partie latérale est l'origine du troisième muscle interosseux palmaire, la partie médiale donne insertion au muscle opposant de petit doigt.

## Embryologie
Le processus d'ossification commence dans la diaphyse pendant la vie prénatale et dans la tête entre le 11e et le 37e mois.

## Aspect clinique
Une fracture du col transversal des quatrième et / ou cinquième os métacarpiens secondaire à une charge axiale est connue sous le nom de fracture du boxeur. Le cinquième os métacarpien est l'os le plus souvent blessé lors d'un coup de poing.